# Sjöharar
Sjöhararna är en underordning av de bakgälade snäckorna med cirka 700 arter. Storleken varierar från några cm upp till 40 cm. Den största arten, den kaliforniska sjöharen kan i undantagsfall bli 1 m.

## Kännetecken
Sjöhararna är lätta att skilja från andra snäckor genom att de har en bred fot som de simmar med. Den är dock inte så bred som hos vingsniglarna (Thecosomata och Gymnosomata). De har heller ingen huvudsköld, och deras tentakler är inte sammansmälta med varandra.
De största funna exemplaren har vägt omkring 70 kg, medan arter i Sverige – till exempel fläckig manteldansare (Akera bullata) – stannar på några centimeter i storlek.

## Systematik
Enligt den klassiska snäcksystematiken omfattar sjöharnarna två undergrupper (överfamiljer)
- Akeroidea
  - Akera bullata (Liten sjöhare)

- Aplysioidea
  - Aplysia (bl.a. den kaliforniska sjöharen)